# Robert MacKay
Robert Sinclair MacKay (*  4. Juli 1956 in Carshalton, Surrey) ist ein britischer Mathematiker, der sich mit dynamischen Systemen, nichtlinearer Dynamik und komplexen Systemen befasst. Er ist Professor an der University of Warwick.

## Leben und Wirken
MacKay ging in Newcastle-upon-Tyne zur Schule und studierte Mathematik am Trinity College der University of Cambridge mit dem Bachelor-Abschluss 1977 (und Absolvierung von Teil 3 des Tripos 1978 mit Auszeichnung) und wurde 1982 am Plasmaphysik-Labor der Princeton University bei John Greene und Martin Kruskal in Astrophysik promoviert (Renormalization in area-preserving maps). Als Post-Doktorand war er am Queen Mary College der University of London (bei Ian C. Percival), am IHES (1983/84) und der Universität Warwick. 1988 wurde er Lecturer, 1990 Reader und 1993 Professor in Warwick. 1994/95 forschte er für das CNRS und war Gastprofessor an der Universität von Dijon. Ab 1995 war er Professor für nichtlineare Dynamik am DAMTP der Universität Cambridge und Direktor des Nonlinear Centre sowie Fellow des Trinity College. 2000 wurde er Professor für Mathematik in Warwick und Direktor für mathematische interdisziplinäre Forschung. 2010/11 war er Gastprofessor an der Freien Universität Brüssel.
MacKay ist Fellow der Royal Society (2000), deren Wolfson Research Merit Award er 2012 erhielt. 1994 erhielt er den Whitehead-Preis und 2015 den Senior Whitehead Prize. Er ist Fellow des Institute of Physics und des Institute of Mathematics and its Applications, dessen Präsident er 2012/13 war.

## Schriften
- mit J. M. Greene, R. S. MacKay, F. Vivaldi, M. J. Feigenbaum: Universal behaviour in families of area preserving maps, Physica D 3, 1981, S. 468–486
- A renormalisation approach to invariant circles in area preserving maps, Physica D 7, 1983, S. 283–300
- mit J. D. Meiss: Linear stability of periodic orbits in Lagrangian systems, Phys. Lett. A 98, 1983, S. 92–94
- mit J. D. Meiss, I. C. Percival, Stochasticity and Transport in Hamiltonian systems, Phys. Rev. Lett. 52, 1984, S. 697–700
- mit J. D. Meiss, I. C. Percival: Transport in Hamiltonian systems, Physica D 13, 1984, S. 55–81
- mit I. C. Percival: Converse KAM: theory and practice, Comm. Math. Phys., 98, 1985, 469-512
- Herausgeber mit J. D. Meis: Hamiltonian Dynamical Systems: a reprint selection, Bristol: Adam Hilger 1987
- Renormalization in area-preserving maps, World Scientific 1993
- mit R. C. Ball, V. N. Kolokotsov (Hrsg.): Complexity Science: The Warwick Master’s Course, LMS Lecture Notes 408, Cambridge University Press 2013